# Cantón de Versalles-Sur
El cantón de Versalles-Sur era una división administrativa francesa, que estaba situada en el departamento de Yvelines y la región de Isla de Francia.

## Composición
El cantón estaba formado por cinco comunas, más una fracción de la comuna que le daba su nombre:
- Buc
- Châteaufort
- Les Loges-en-Josas
- Jouy-en-Josas
- Toussus-le-Noble
- Versalles (fracción)

## Supresión del cantón de Versalles-Sur
En aplicación del Decreto n.º 2014-214 de 21 de febrero de 2014, el cantón de Versalles-Sur fue suprimido el 22 de marzo de 2015 y sus 6 comunas pasaron a formar parte; tres del nuevo cantón de Versalles-2, dos del nuevo cantón de Maurepas y la fracción de la comuna que le daba su nombre se unió con las demás fracciones para que, por medio de una reestructuración cantonal, fueran creados los nuevos cantones de Versalles-1 y Versalles-2.